# 森周六
森 周六（もり しゅうろく、1898年（明治31年）3月14日-1961年（昭和36年）2月4日）は、日本の農学者、農業工学者。専門は農業機械学。農学博士。九州大学教授。九州大学農学部長や日本学術会議会員を歴任。

## 人物
鹿児島県大島郡瀬戸内町阿木名出身。医師の父の六男として生まれる。阿木名尋常小学校、鹿児島県立第二鹿児島中学校 (旧制)を経て、1919年（大正8年）第七高等学校造士館 (旧制)卒業。1922年（大正11年）東京帝国大学農学部農学科卒業。東大の恩師のすすめで同年より東京帝国大学農学部講師。1924年（大正13年）7月28日、九州帝国大学農学部助教授となる。1933年（昭和8年）4月19日、論文「本邦在来犂ニ関スル研究」で北海道帝国大学より農学博士号授与（農業機械関係では日本初）。
1941年（昭和16年）12月20日、九州帝国大学農学部教授に昇任。終戦直後、母校の東大教授に招聘されるが、九大への愛着を理由に固辞。学制改革により新制の九州大学農学部教授。1950年（昭和25年）6月30日～1952年（昭和27年）同日、農学部長を兼任。
1937年（昭和12年）の農業機械学会（現・農業食料工学会）設立に携わり、以来亡くなるまで20有余年間同会理事として学会の発展と農業機械学の体系化に尽力。また、農業機械学会に推挙され日本学術会議会員に3選。その他、農林省農業機械化審議会委員を歴任。1956年（昭和31年）、著書『犂と犂耕法』により第1回農業機械学会賞受賞。1959年（昭和34年）、土に対する農機具の研究の業績により西日本文化賞受賞。
九州大学教授在任中の1961年（昭和36年）2月4日、同大学の研究室にて急逝。